# Been a Fool
Been a Fool – drugi singel z drugiej solowej płyty Tatiany Okupnik - Spider Web. Singel został wydany w czerwcu 2011r. przez wytwórnię Sony Music. Do utworu powstał teledysk, który ukazał się 19 czerwca 2011r. Singel wydano m.in. w Wielkiej Brytanii oraz Grecji, w której dotarł do 11 miejsca w Greece Top 40.